# Svenska Ägg
Svenska Ägg är branschorganisation för företagen inom svensk äggnäring. Medlemmar är svenska kläckerier, unghönsuppfödare, äggproducenter, äggpackerier och fodertillverkare. Organisationens mål är att öka lönsamheten och konkurrenskraften i dessa företag. Svenska Ägg är en ideell förening som följer stadgarna för föreningen Svensk Fjäderfäskötsel, SFS-Svenska Ägg. Tidningen Fjäderfä som kommer ut i tio nummer per år ges ut på uppdrag av Svenska Ägg.

## Historik

### VD för Svenska Ägg
- Camilla Sandenskog, 2006-2007
- Therese Schultz, 2007-2011[1]